# Gemeentehuis van Opglabbeek

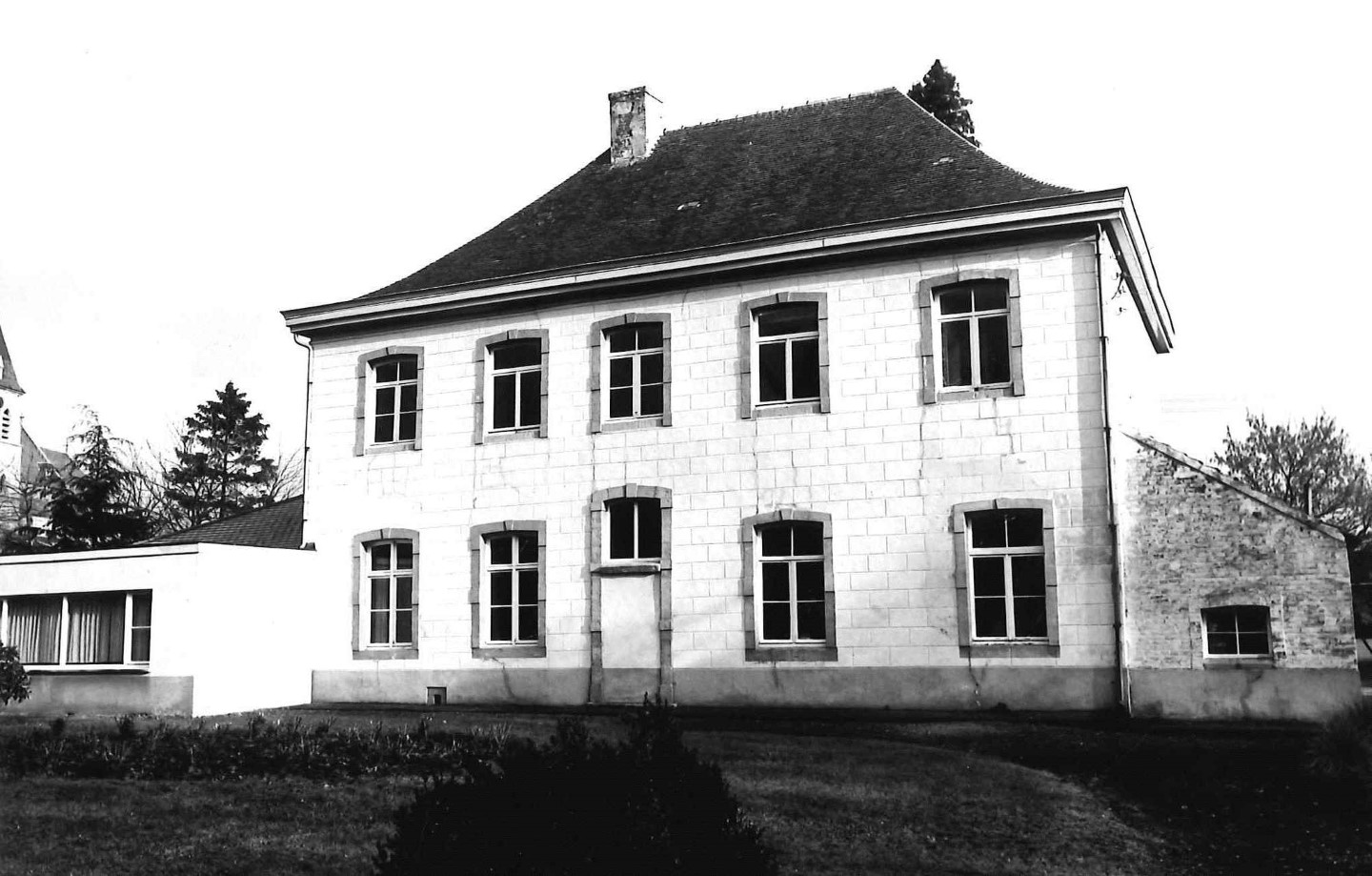

Het gemeentehuis van Opglabbeek is gevestigd in de voormalige pastorie van deze plaats, met als adres: Kapelstraat 1.
Deze pastorie stamt uit de 18e eeuw en werd gebouwd door de norbertijnen van de Abdij van Averbode, uit wier midden de pastoor werd benoemd. Het was een omgracht herenhuis, in de volksmond Borg genoemd.
Het huis is gebouwd in classicistische stijl. Nadat de gracht gedempt was legde de gemeente hier een park aan, waarin de resten van de gracht nog zijn terug te vinden. Het huis en de omgeving ervan zijn beschermd. Het huis heeft een aanbouw die van veel recenter datum is.